# MECH-X4
Mech-X4 est une série télévisée américaine de comédie d'aventure et de science-fiction créée par Steve Marmel. 
Elle est diffusée sur Disney Channel du 11 novembre au 4 décembre 2016 et sur Disney XD du 17 avril 2017 au 20 août 2018.
En France, la série est diffusée du 25 janvier 2017 au 31 janvier 2019 sur Disney XD et enfin rediffusée sur Disney Channel.
La série est maintenant disponible sur la plateforme Disney+

## Synopsis
Ryan Walker est un étudiant de première année à Bay City High qui a la capacité de contrôler la technologie avec son esprit. Son talent éveille mystérieusement Mech-X4, un robot géant de 45 mètres construit par un génie en fuite pour défendre leur ville contre le destin imminent. Ryan recrute son frère aîné et ses deux meilleurs amis pour l'aider à utiliser le Mech-X4. Lorsque des monstres géants commencent soudainement à descendre sur Bay City, les quatre doivent rapidement apprendre à travailler en équipe afin de piloter le robot qui est leur seul espoir de sauver la ville et le monde de la destruction massive.

## Distribution

### Acteurs principaux
- Nathaniel Potvin (VF : Pierre Le Bec) : Ryan Walker
- Raymond Cham (VF : Alexandre Crépet) : Mark Walker
- Kamran Lucas (VF : Hugo Gonzales) : Harris Harris Jr.
- Pearce Joza (VF : Matteo Marchese) : Spyder
- Alyssa Jirrels : Veracity (depuis la saison 2)

### Acteurs secondaires
- Ali Liebert : Mme Kim Grey
- Peter Benson : Seth Harper
- Ryan Beil : Leo Mendel
- Cristal Balint : Grace Walker
- Alyssa Lynch : Cassie Park

Version française
- Société de doublage : Dubbing Brothers Belgique
- Direction artistique : Laurent Vernin
- Adaptation des dialogues : Valérie Tatéossian

## Épisodes

### Saison 1 (2016-2017)
1. Appelons-le MECH-X4 !, première partie (Let's Call It MECH-X4! - Part 1)
2. Appelons-le MECH-X4 !, deuxième partie (Let's Call It MECH-X4! - Part 2)
3. Allons prendre l'air ! (Let's Get Some Air!)
4. Ouvrons le cœur du monstre ! (Let's Open the Monster Heart!)
5. Moments de détente (Let's Be Idiots!)
6. La Légende du Boucher (Let's Survive in the Woods!)
7. Au secours de MECH-X4 ! (Let's Get Our Robot Back!)
8. Alliance inattendue (Let's Get the Big Bad!)
9. Chacun sa route (Let's Deal with Our Stuff!)
10. MECH-X3 (Let's Get Some Answers!)
11. Bienvenue au club (Let's Go Clubbing!)
12. Il faut sauver Léo (Let's Get Leo!)
13. Dans l'esprit de mon ennemi (Let's Dig Deep!)
14. Destruction du gel (Let's Destroy Some Ooze!)
15. Finissons-en !, première partie (Let's End This! - Part 1)
16. Finissons-en !, deuxième partie (Let's End This! - Part 2)

### Saison 2 (2017-2018)[2]
1. Nouveau lycée, nouvel ennemi (Versus the New Evil)
2. Le monstre sous-marin (Versus the Deep)
3. L'épidémie (Versus the Outbreak)
4. Le fantôme d'Harper (Versus Harper's Ghost)
5. Retrouvailles (Versus the Mountain)
6. Nuit noire (Versus the Dark Night)
7. L'attaque des robots hostiles (Versus the Tech Army)
8. Un nouvel ennemi (Versus Traeger)
9. Vélocité et Véracité (Versus Velocity and Veracity)
10. Bataille dans l'Arctique (Versus the Arctic)
11. Face aux loups (Versus the Wolves at the Door)
12. Les Trente(Versus the Thirty)
13. Déménagement à Miami (Versus Miami)
14. L'arme secrète (Versus the X-Weapon)
15. Bombe à bord (Versus Sabotage)
16. Le traître(Versus the Monster Within)
17. Trahison (Versus the Betrayal)
18. Ami ou ennemi ? (Versus Harris)
19. La ferme des Trente (Versus the Infected)
20. Au cœur du monstre (Versus the End - Part 1)
21. Gravité zéro (Versus the End - Part 2)